# Gianni Marchand
Pour les articles homonymes, voir Marchand.
Gianni Marchand , né le 1er juin 1990 à Aartrijke, est un coureur cycliste belge. 

## Biographie

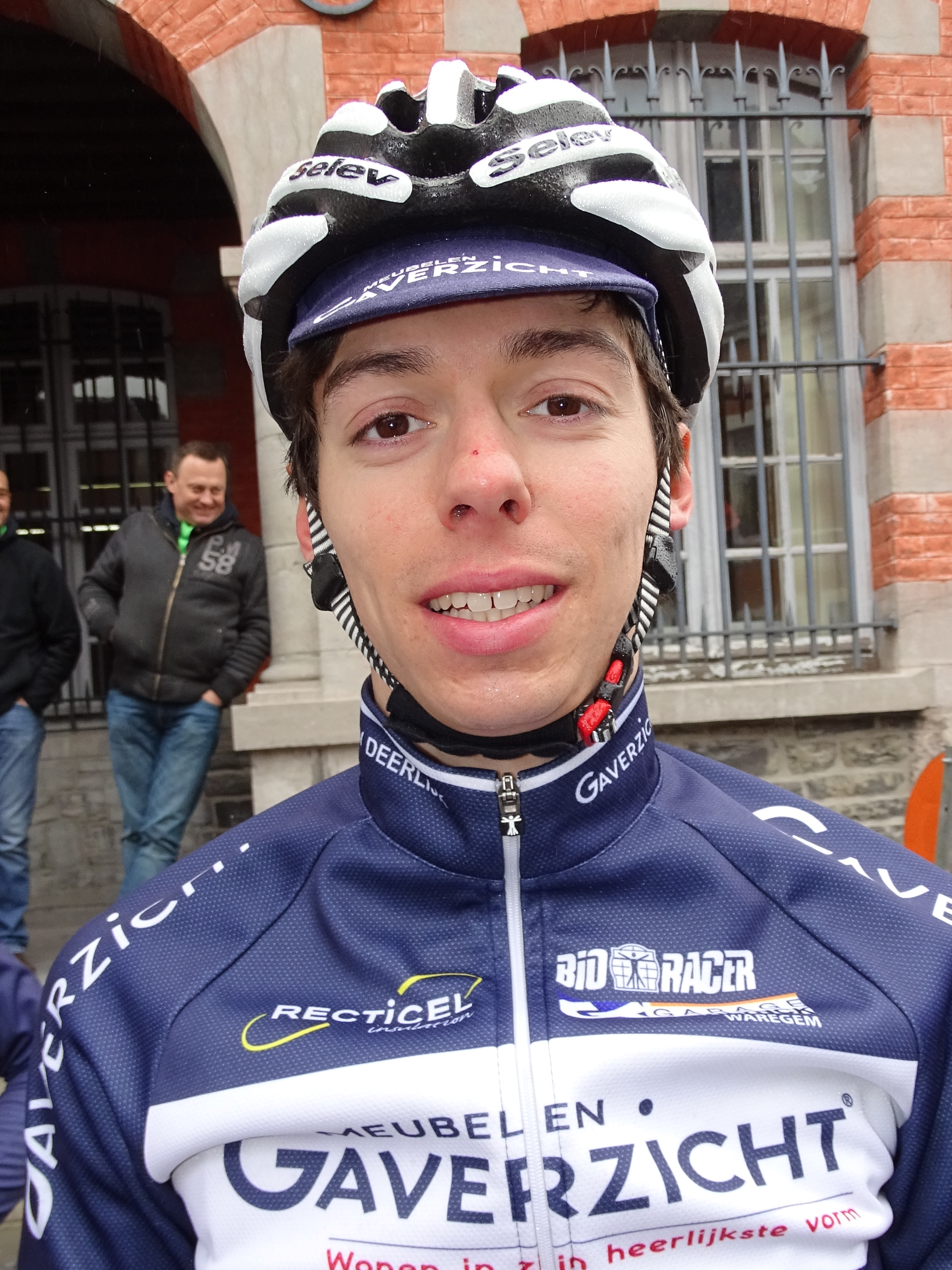
Gianni Marchand lors du départ de la 1re étape du Triptyque des Monts et Châteaux 2015 à Antoing.

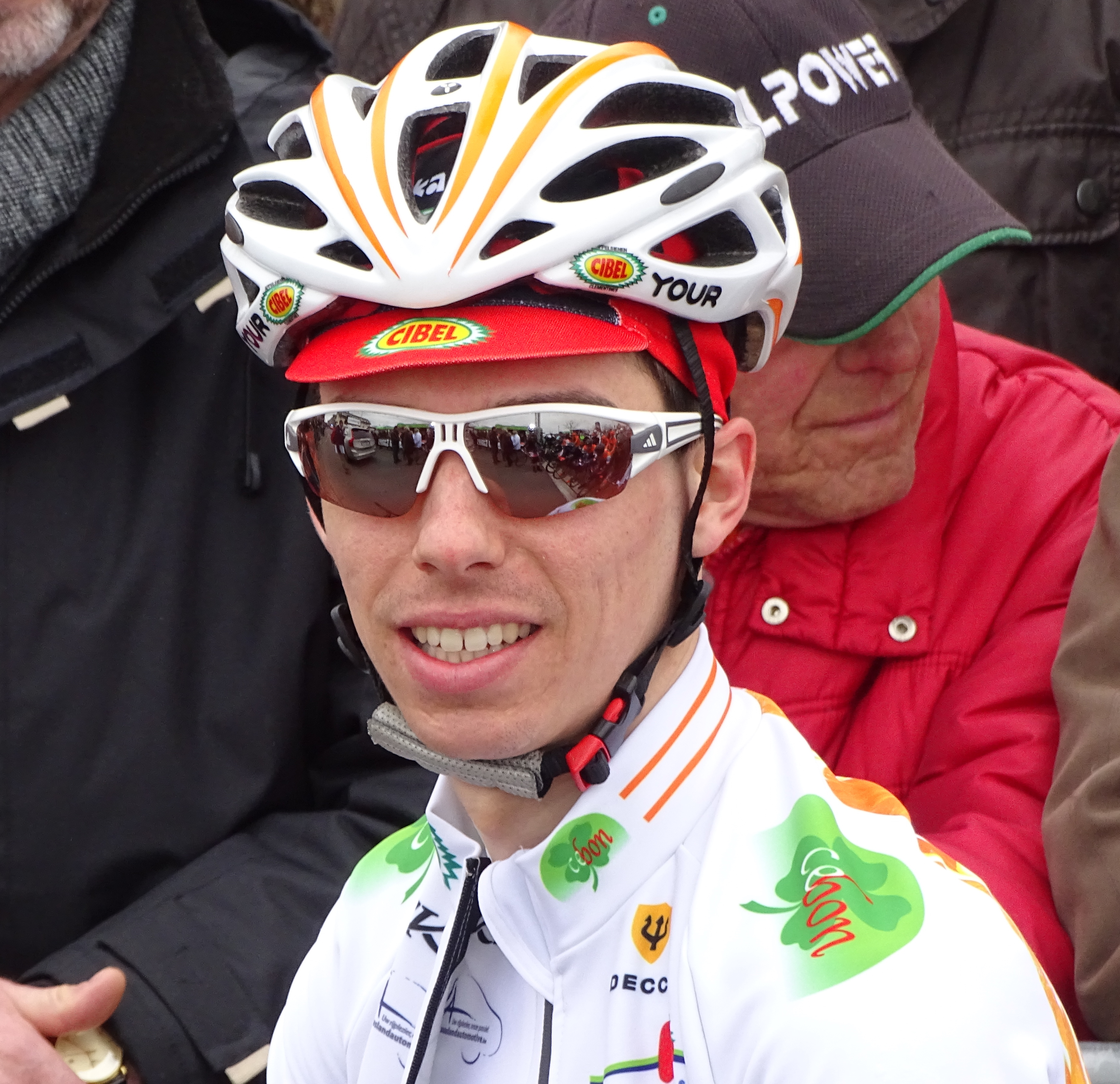
Gianni Marchand lors du départ de la Handzame Classic 2016 à Bredene.

Gianni Marchand naît le 1er juin 1990 à Aartrijke en Région flamande.
De 2010 à 2015, il court au club KSV Deerlijk-Gaverzicht-Matexi. Durant cette période, il s'illustre dans des interclubs et des épreuves régionales. Il rejoint ensuite l'équipe continentale Cibel-Cebon en 2016. Sous ses nouvelles couleurs, il termine deuxième du Circuit de Wallonie. Il s'agit de son premier podium acquis sur une compétition inscrite au calendrier de l'UCI. 
Il devient finalement cycliste professionnel en 2018. Bon grimpeur, il se distingue en remportant Paris-Mantes-en-Yvelines ainsi que le classement général de la Flèche du Sud. Il termine également sixième du Tour de Belgique, neuvième du Tour de Vendée ou encore dixième du Tour de Taïwan.
En 2021, toujours sur le Tour de Belgique, il s’échappe avec Remco Evenepoel lors de la première étape ce qui lui permet de terminer troisième du classement général.

## Palmarès et résultats

### Palmarès par année
- 2013
  - Coupe de Belgique
  - 3e du championnat de Flandre-Occidentale du contre-la-montre
- 2014
  - 2e du Grand Prix de la Magne
- 2015
  - Champion de Flandre-Occidentale du contre-la-montre
  - Mémorial Gilbert Letêcheur
  - À travers Ichtegem
  - 3e du Circuit du Westhoek
  - 3e de la Ruddervoorde Koerse
- 2016
  - 2e étape du Tour de Liège
  - 2e du championnat de Flandre-Occidentale du contre-la-montre
  - 2e du championnat de Flandre-Occidentale sur route
  - 2e du Circuit de Wallonie
  - 2e de la Coupe Egide Schoeters
  - 2e du Tour de Liège
- 2017
  - Champion de Flandre-Occidentale du contre-la-montre
  - Grand Prix Wase Polders
  - Triptyque ardennais :
    - Classement général
    - 2e étape

  - 3e étape du Tour de Liège
  - 2e de la Coupe Egide Schoeters
  - 3e du Driebergenprijs
  - 3e du Trofee Maarten Wynants
  - 3e du championnat de Belgique du contre-la-montre élites sans contrat
- 2018
  - Grand Prix d'Affligem
  - Paris-Mantes-en-Yvelines
  - Flèche du Sud
- 2019
  - 2e du Grand Prix Beeckman-De Caluwé
  - 3e de l'Arno Wallaard Memorial
  - 3e du Grand Prix Lanssens
  - 3e du Grand Prix Raf Jonckheere
  - 3e du Grote Prijs Beerens
- 2020
  - 2e du Mémorial Fred De Bruyne
- 2021
  - 2e du Stadsprijs Geraardsbergen
  - 2e du Lillehammer GP
  - 3e du Tour de Belgique
  - 3e de l'Oost-Vlaamse Sluitingsprijs
- 2022
  - Mosselkoers
  - Tour d'Iran - Azerbaïdjan : 
    - Classement général
    - 1re étape

  - 2e de Belgrade-Banja Luka
  - 3e de Dwars door Wingene
- 2023
  - 2e du Tour d'Istanbul

### Classements mondiaux
| Année                                 | 2016  | 2017  | 2018 | 2019 | 2020  | 2021 | 2022 | 2023  | 2024  |
| ------------------------------------- | ----- | ----- | ---- | ---- | ----- | ---- | ---- | ----- | ----- |
| Classement mondial                    | 1189e | 1604e | 338e | 847e | 2105e | 352e | 192e | 1263e | 1013e |
| UCI Europe Tour                       | 811e  | 1021e | 197e | 616e | 1532e | 295e | 158e | nc    | nc    |
| UCI Asia Tour                         | nc    | nc    | 313e |      |       |      |      |       |       |
|                                       |       |       |      |      |       |      |      |       |       |
| Légende : nc = non classéSource : UCI |       |       |      |      |       |      |      |       |       |